# Барышникова, Таисия Васильевна
Таи́сия Васи́льевна Бары́шникова (21 октября 1917—17 сентября 1989) — советская волейболистка и волейбольный тренер, игрок сборной СССР (1949). Чемпионка Европы 1949. Нападающая. Мастер спорта СССР, заслуженный тренер СССР.

## Биография
Родилась и начала заниматься волейболом в Харькове. В 1936—1956 годах выступала за команду «Спартак» (Ленинград). В её составе: двукратный серебряный (1948, 1950) и шестикратный бронзовый (1945, 1946, 1949, 1951, 1952, 1954) призёр чемпионатов СССР.
В составе сборной СССР в 1949 году стала чемпионкой Европы.
После окончания игровой карьеры работала тренером. Старший тренер команды «Спартак» (Ленинград), серебряного (1961) и бронзового (1954, 1957) призёра союзных первенств. Тренер женской сборной Ленинграда, серебряного призёра чемпионата СССР и Спартакиады народов СССР 1963 года. За подготовку в сборную СССР Алисы Крашенинниковой, Галины Леонтьевой, Киры Горбачёвой в 1966 году Таисии Барышниковой было присвоено звание заслуженный тренер СССР.